# Aspidiphorus spissus
Aspidiphorus spissus es una especie de coleóptero de la familia Sphindidae.

## Distribución geográfica
Habita en el sur de  Australia.